# Erythroxylum fischeri
Erythroxylum fischeri là một loài thực vật có hoa trong họ Erythroxylaceae. Loài này được Engl. mô tả khoa học đầu tiên năm 1895.